# Moto da donna

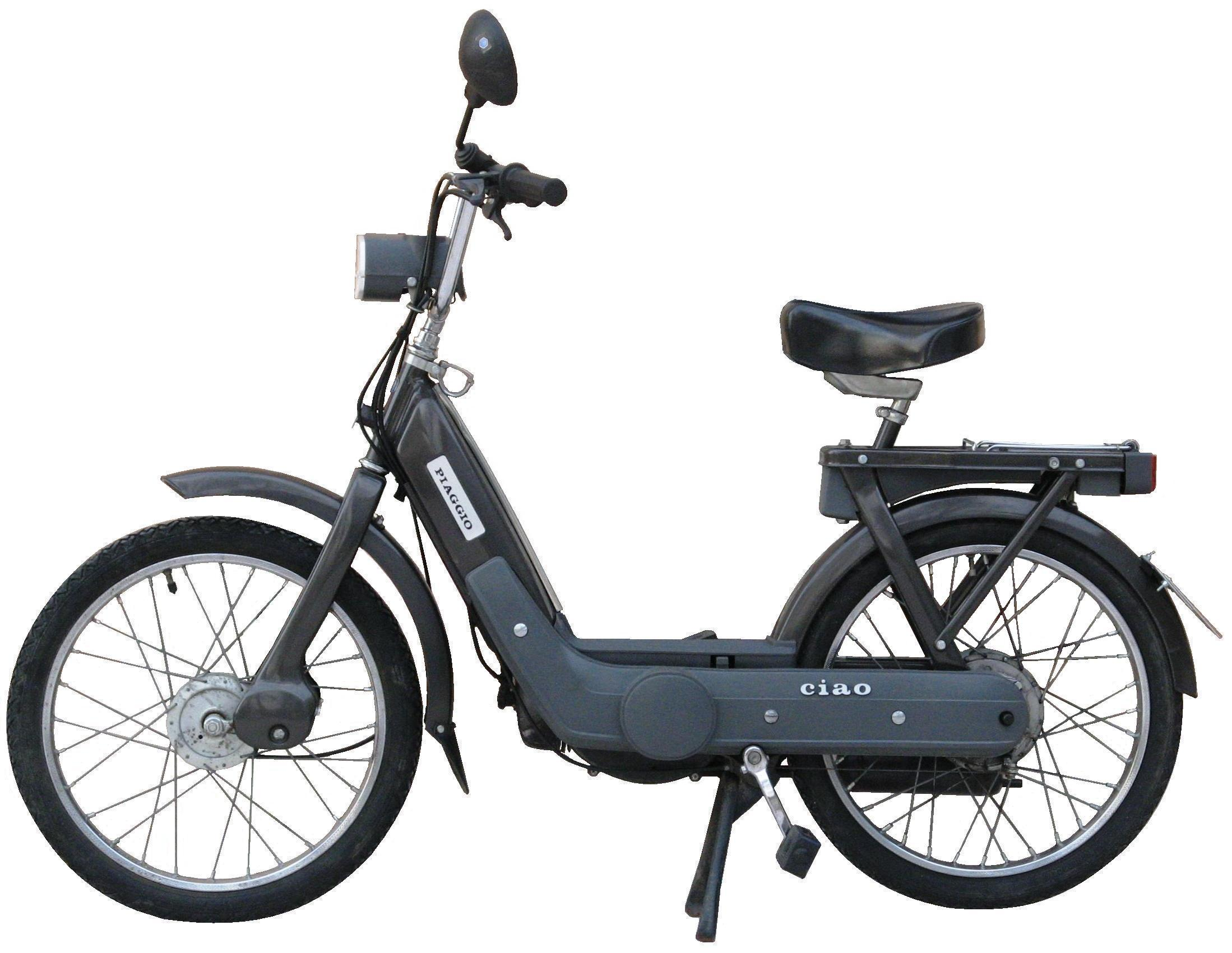
Il ciclomotore "Ciao", la più diffusa "moto da donna" italiana.

La moto da donna, in passato anche detta moto ecclesiastica, è un motociclo o ciclomotore a "culla aperta", caratterizzato dal telaio con travatura centrale ricurva verso il basso, in modo tale da lasciare uno spazio libero tra il manubrio e la sella.
Tale tipo, pensato per l'utenza femminile o ecclesiastica, coniuga il telaio centralmente ribassato, al fine di consentire l'uso del veicolo anche portando gonne lunghe e ingombranti o abiti talari, con specifiche protezioni atte a preservare l'indumento dal contatto con organi meccanici in movimento, residui della lubrificazione o parti interessate da alte temperature.

## Storia
Strutturalmente, la moto da donna era già stata casualmente realizzata dalla Hildebrand & Wolfmüller di Monaco che fu la prima azienda a produrre motociclette per la vendita, nel 1894.
L'invenzione di una moto appositamente dedicata all'utenza femminile, però, si deve alla Singer che dovette accontentare, nel 1903, le richieste di una cliente; la signora Muriel Hind, infatti, aveva ordinato alla casa inglese la realizzazione di una motocicletta che si potesse utilizzare anche portando la gonna. 

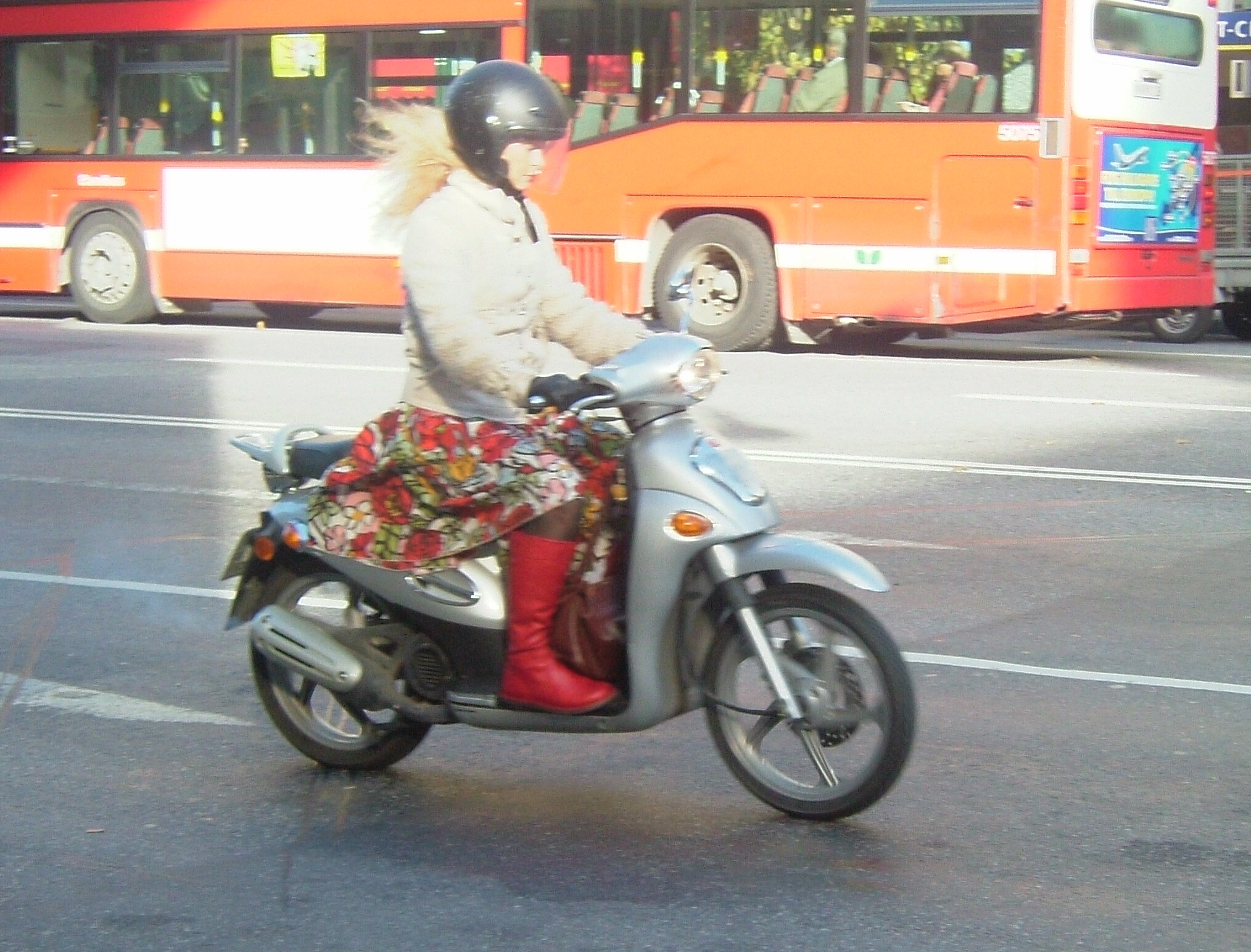
Lo scooter a ruote alte, versione moderna della "moto da donna".

L'idea, riportata dalla stampa dell'epoca, venne entusiasticamente accolta da una folta schiera di aspiranti motocicliste e subito adottata da molte aziende europee, come la Laurin & Klement che, nello stesso anno, mise in commercio la "Damenmodell DB".
Dal primo decennio del XX secolo, modelli di moto da donna furono prodotti dalla quasi totalità delle case motociclistiche, per un mercato in continua crescita, anche per la richiesta di molti sacerdoti, impediti all'utilizzo della moto a causa dell'abito talare. La parabola discendente iniziò nel anni sessanta, quando il diffuso utilizzo dei pantaloni anche per le donne e l'avvento del clergyman, rese sempre più fievole la domanda di moto da donna.
Di questa antica forma motociclistica, ormai commercialmente desueta, rimane traccia nelle produzioni del XX secolo con i ciclomotori a travatura unica inferiore, impropriamente detti "tuboni", e con gli scooter.

## Fonte
- Mario Colombo, Le moto da donna, La Manovella n.6/XXXIV, Giorgio Nada Editore, Vimodrone, 1994